# Carex humahuacaensis
Carex humahuacaensis är en halvgräsart som beskrevs av Gerald A. Wheeler. Carex humahuacaensis ingår i släktet starrar, och familjen halvgräs. Inga underarter finns listade i Catalogue of Life.